# Aladár Bitskey
Aladár Bitskey (* 18. Oktober 1905 in Eger, Komitat Heves; † 18. März 1991 ebenda) war ein ungarischer Schwimmer und Schwimmtrainer.

## Karriere
Bitskey startete seine Schwimmkarriere im Alter von zehn Jahren. Mit 18 Jahren wurde er erstmals ungarischer Meister. 1924 war er für die Olympischen Spiele gemeldet, trat im Wettbewerb über 100 m Rücken aber nicht an. 1927 folgte die Teilnahme an den Europameisterschaften in Bologna. Dort gewann der Schwimmer die Silbermedaille über 100 m Rücken. Ein Jahr später nahm er an den Olympischen Spielen in Amsterdam teil, kam in seiner Stammdisziplin aber nicht über den Vorlauf hinaus. 1931 errang er in Paris über 100 m Rücken seine zweite Silbermedaille bei Europameisterschaften. Zusätzlich zu diesen Errungenschaften gewann Bitskey mehrere Titel bei den World University Games und insgesamt vier ungarische Meistertitel.
Neben seinen Schwimmtätigkeiten war er zudem Teil der ersten Wasserballmannschaft aus seiner Heimatstadt Eger, die ab 1929 in der höchsten ungarischen Liga spielte.
Bitskey besuchte die István-Dobó-Oberrealschule in Eger, an der er 1925 seinen Abschluss machte. Danach schrieb er sich an der Ludovika-Akademie ein, die er 1929 erfolgreich abschloss, um die 
Offizierslaufbahn einzuschlagen, wurde Hauptmann, Major und dann Bataillonskommandeur. So nahm er am Zweiten Weltkrieg teil und ging 1945 in den Ruhestand und war dann als Schwimmtrainer in Eger tätig. Nach dem ungarischen Volksaufstand 1956 wurde Bitskey aufgrund seiner politischen Ansichten zu einer Gefängnisstrafe verurteilt. Nach seiner Haftzeit war er wiederum als Schwimmtrainer in Eger tätig.
Er hatte zwei Brüder, Árpád Bitskey und Zoltán Bitskey († 1988), der auch Schwimmer, Schwimmtrainer und Teilnehmer an Olympischen Spielen war.